# PEGASUS (Aufklärungssystem)

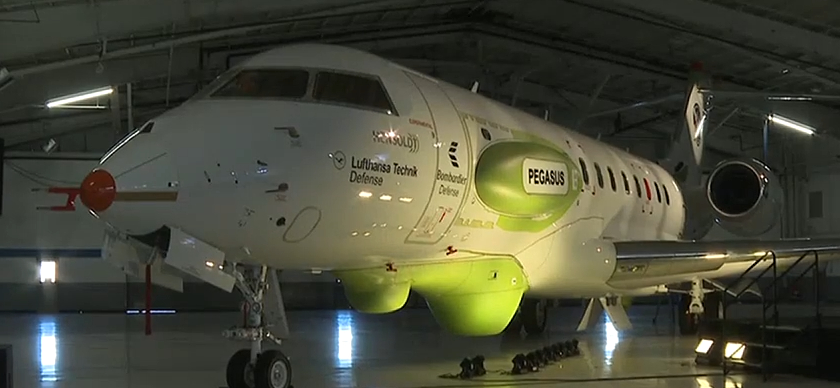
Ein mit PEGASUS ausgestatteter Bombardier Global 6000

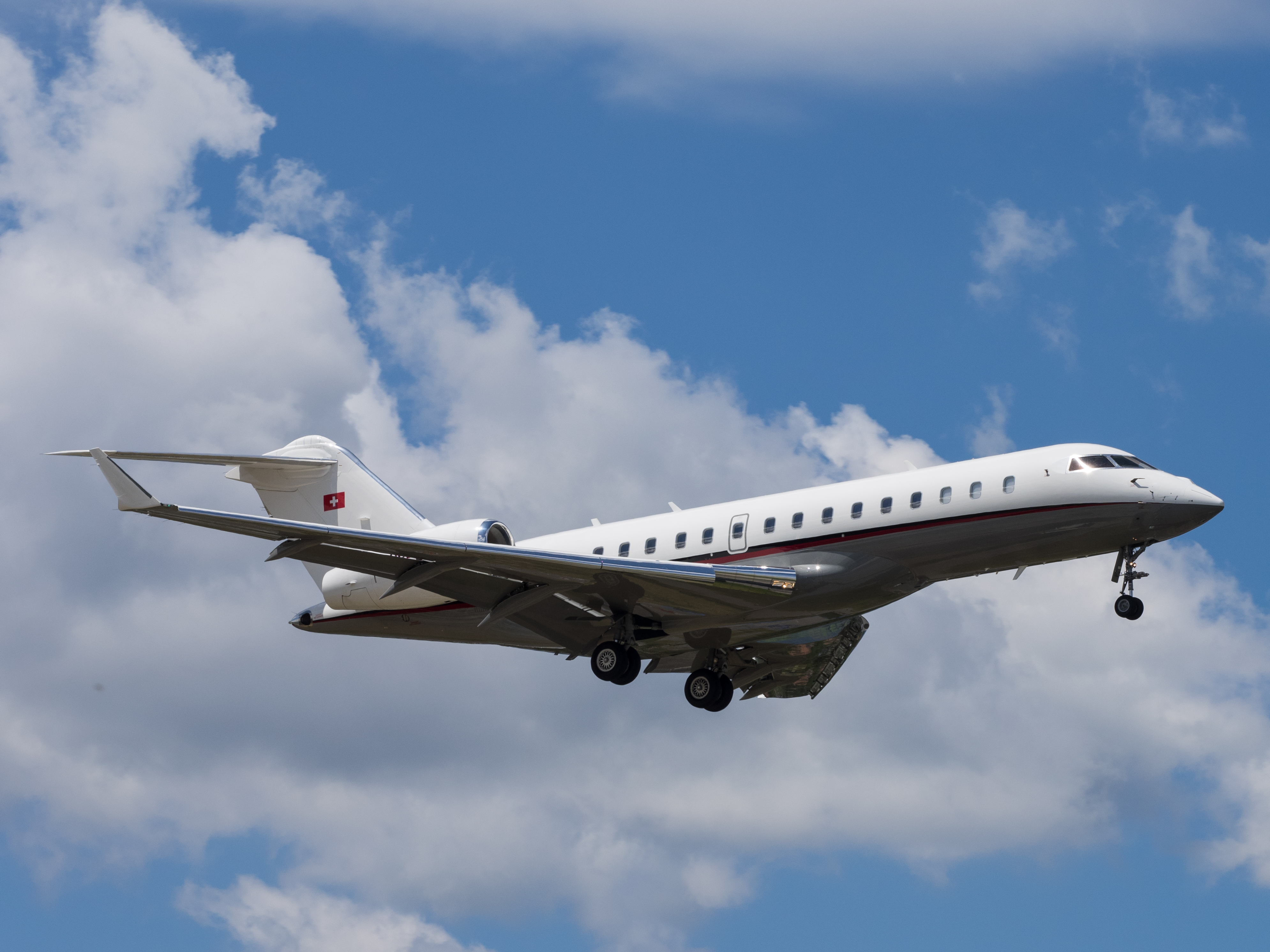
Bombardier Global 6000

PEGASUS (akronym für PErsistant German Airborne SUrveillance System) ist ein Projekt zur Bereitstellung der Fähigkeit signalerfassende luftgestützte weiträumige Überwachung und Aufklärung (SLWÜA) für die deutsche Bundeswehr mit drei Systemen (Missionssystem zur Signalerfassung und Trägerplattform). PEGASUS soll militärische Funkverkehre und Radaremissionen erfassen, um Lagebilder zu erstellen und Daten für Selbstschutzsysteme zu gewinnen. Damit soll das Projekt einen Beitrag leisten zur Krisenfrüherkennung, der Lagebeurteilung im Rahmen der Krisenvorsorge und der Feststellung der Bedrohungslage in Interessen- und potenziellen Einsatzgebieten.
Seit der Außerdienststellung der Breguet 1150 M Atlantic der deutschen Marine im Jahr 2010 besteht bei der Bundeswehr eine Fähigkeitslücke im Bereich SLWÜA.
Ursprünglich waren Drohnen als Trägersystem vorgesehen, Anfang des Jahres 2020 wurde jedoch bekannt, dass das Trägersystem aus bemannten Flugzeugen Global 6000 von Bombardier bestehen soll. Diese Entscheidung wird mit den Kosten der Drohnen sowie dem Risiko von Problemen bezüglich einer Zulassung für den europäischen Luftraum begründet.
Das Projekt PEGASUS beinhaltet drei Flugzeuge mit den Missionssystemen, eine Auswerteanlage, ein Referenzsystem sowie eine Ausbildungsanlage und hat ein Finanzvolumen von etwa 1,54 Milliarden Euro.
Generalauftragnehmer ist Hensoldt. Für die Flugzeuge selbst ist Lufthansa Technik zuständig. Insgesamt sind fast 30 Unternehmen aus Deutschland an dem Projekt beteiligt.
Die sogenannte 25-Millionen-Vorlage für das Projekt wurde im Juni 2021 in den Verteidigungsausschuss des Bundestages eingebracht. Mit Stand 2023 befand sich das Projekt in der Realisierungsphase. Seit 2023 erfolgte die Finanzierung aus dem Sondervermögen Bundeswehr. Die Grundbefähigung für die SLWÜA soll im Jahr 2027 erreicht werden. In der zweiten Septemberhälfte des Jahres 2024 erfolgte schließlich der Erstflug von PEGASUS am Standort von Bombardier in Wichita. PEGASUS soll beim Taktischen Luftwaffengeschwader 51 „Immelmann“ auf dem Fliegerhorst Schleswig stationiert werden.
Neben Pegasus als luftgestütztes Projekt dient das Projekt Flottendienstboot Klasse 424 dem Fähigkeitserhalt im Bereich signalerfassender seegestützter weiträumiger Überwachung und Aufklärung.